# Börke
Börke, Berke o Berke Khan fou el kan del Kiptxak o l'Horda d'Or que eficaçment va consolidar el poder de l'Horda Blanca i l'Horda Blava de 1257 a 1266.

## Biografia

### Orígens i ascens al poder
Era fill de Jotxi. Ja estava present a la coronació d'Ogodei el 1229. Després que Mongke va conquerir Bachiman, Berke es va reunir amb Batu Khan i van ocupar Riazan. Després de la campanya a Rússia del nord, el 1237 i 1238 va participar en la conquesta del Caucas del nord que va portar uns anys; el 1238 Mongke va atacar els circassians manats per Tukan o Mokan i al mateix temps els seus germans Xiban, Bujak i Buri atacaven als merims, una part de la nació dels chinchaks (lesguians?); el 1239 va atacar els alans o ossets (as) i va capturar la seva capital Mokhshi (Mangass o Mikass). Els lesguians en canvi van poder romandre independents. Els cumans del Kuma (quiptxaqs o kiptxaks) ven ser derrotats i van emigrar a Hongria; els que van quedar serien els ancestres dels kumykhs i foren atacats per Berke, que va sotmetre les terres del Kuma i el Terek i es va establir a Majar.
Va representar al seu germà Batu a la coronació de Guyuk (1246) i a la de Mongke (1251). El seu campament estava situat a Derbent quan Rubruquis hi va passar el 1253, però després (1255) fou canviat cap a l'est del Volga per separar-lo dels musulmans, religió a la qual donava suport i a la que s'hauria convertit vers 1251, sent el primer príncep mongol a fer-ho.
A la mort de Batu (vers 1255), el seu fill Sartak que era de camí a un kuriltay a la cort del gran kan, fou nomenat successor per Mongke, però va morir al cap de poc (vers 1256) es diu que enverinat per orde de Berke; el va succeir el seu fill o germà Ulagchi el Nen, un menor d'edat (10 anys), sota la regència de Borakchin, la vídua. El jove kan va morir el mateix any (o va abdicar) i la successió va passar llavors a Berke, l'hereu legítim. A la mort de Batu hi havia tres fills vius de sang pura i de la mateixa mare anomenada Sultan Khatun: Berke, Berkejar i Böre (Bure, també anomenat Muhammad) i per la llei successòria mongola era a Berke a qui corresponia el tron.
El gran príncep Alexandre Nevski, el seu germà Andrei de Súzdal i Borís de Rostov (fill de Vassilko) van anar a la cort del nou kan a felicitar-lo (1257) i foren rebuts pel seu lloctinent Ulaghji (probablement el seu nebot, fill de Sartak Khan). Després el gran príncep, amb els prínceps de Rostov, Súzdal, i el de Tver, va retornar a l'Horda i es diu que llavors la República de Nóvgorod va pagar tribut però en tot cas la república va romandre independent.

### Galítsia i Polònia
Daniel de Galítsia va fer diversos intents d'escapar de la influència mongola. Aliat als hongareses va arribar fins a Troppau. Va lluitar també contra els pagans lituans governats per Mindug. Daniel estava casat amb una neboda del lituà i els germans d'aquesta, Tortivil i Erdivid, van haver de fugir a Volínia amenaçats per Mindug. Daniel va formar una lliga amb alemanys, l'Orde Teutònic, samogitis i yatvigis i va capturar Grodno i altres ciutats a Mindug; aquest mentre es va fer cristià i es va posar sota protecció del papa Alexandre IV que el va nomenar rei, i el va incitar contra Daniel que per les seves relacions amb els tàtars era vist com un apòstata. Però no va poder fer res doncs Romà, fill de Daniel, va conquerir Nóvgorodok, Slonin i Volkovisk, i un altre fill, Schvarn, es va casar amb una filla de Mindug. Aquest va tornar al paganisme i va devastar les fronteres de Livònia i Mazòvia i els territoris russos de Txernigov, Smolensk i Nóvgorod.
Aquestos èxits i l'encoratjament de polonesos i hongaresos, el va incitar a atacar els mongols; va envair la Baixa Podòlia i junt amb el seu fill leo va capturar alguns generals tàtars i el general principal Khwarezmshah, fou rebutjat en l'atac a Kremenets. Això va encoratjar a Daniel que va ocupar les ciutats entre el Buh Meridional i el Teteref; marxava cap a Kíev quan va haver de retornar per un atac dels lituans; mentre els mongols tenien un nou general en cap, Burundai, que ja havia pres part a les campanyes de Batu Khan a Hongria. Daniel va haver de posar-se al seu servei i enviar un exèrcit que va anar manat pel seu germà Vassilko; Lituània fou devastada; Yatvígia va córrer la mateixa sort.
Complagut amb l'exèrcit de Galítsia, Burundai es va retirar al sud-oest i va acordar la pau. Però quan va saber que Daniel fortificava les ciutats que dominava, va entrar en sospites i va envair Galítzia i el va cridar a anar al seu camp. Daniel va enviar al seu germà Vassilko, al seu fill, i al bisbe Joan de Kholm; Burundai va exigir el desmantellament de les fortaleses; no podia oposar-se i les fortaleses de Danilof; Stoyek, Kremenets, Lutsk i Lviv van quedar sense muralles i després Wladimir de Volínia (en presència del mateix Burundai). El general es va dirigir a Kholm, on Daniel, espantat, va fugir cap a Hongria. Burundai no obstant va eludir assetjar la ciutat de Kholm i es va dirigir a Polònia. El papa Alexandre IV va emetre una orde el 26 de juny de 1258 aixecant una croada contra els tàtars a Bohèmia, Moràvia i Pomerània i el 17 de desembre hi va convocar als cavallers teutònics; però no es va fer res perquè la situació internacional era dolenta.
Fou llavors quan Nogai Noyan i Tulabugha van fer la seva expedició a Polònia. Tulabugha era net de Batu Khan i Nogai Noyan era net de Jotxi. Els dos eren joves i probablement estaven sota l'alta direcció del general Burundai. Vassilko, el germà, i Romà, el fill de Daniel, estaven a l'exèrcit tàtar. Van passar per Lublin cap al Vistula, van destruir els monestirs de Zavikhost i Lyssen, i es van acostar a Sandomir on molta població civil s'havia refugiat. Aquesta ciutat estava sota govern de Pere de Krempen. Els tàtars van prometre que si es rendien se'ls respectaria la vida, però no ho van complir i van fer una massacre (2 de febrer de 1259). Els morts són coneguts com "els màrtirs de Sandomir". Llavors els tàtars van seguir cap a Cracòvia que van destruir. Boleslau el Gran es va refugiar a Hongria i el país fou assolat fins a Bythom i Oppeln; molts esclaus cristians foren emportats pels mongols.
El 1259 o 1260 el rei Bela IV d'Hongria va rebre la proposta de Berke d'un tractat en el qual el fill del rei s'havia de casar amb una princesa mongola i una filla del rei s'havia de casar amb un príncep tàtar. El rei hongarès va sotmetre la qüestió al Papa Alexandre IV que va considerar aquesta aliança indecorosa.

### Imperi Egipci i conflicte amb Hülegü
Hülegü va enviar tropes a Síria el 1259 i un contingent de l'Horda d'Or hi va participar amb tropes manades per Kuli (fill d'Orda Khan), Bulghai (fill de Xiban) i Kutar, net de Tevel. En el camí Bulghai va morir en una festa, i Kutar, sospitós d'haver-lo enverinat, fou enviat a Berke per ser jutjat. Fou considerat culpable i enviat a Hülegü per a ser castigat per aquest, i Hülegü el va fer matar. Poc després va morir Kuli, i Berke va sospitar d'un nou enverinament; les famílies dels tres prínceps es van retirar de Pèrsia i van embarcar a Derbent cap al nord. Tot això va agreujar les relacions entre Hülegü i Berke ja complicades després de la destrucció del califat el 1258, al qual Berke, com a musulmà, defensava, i les matances de musulmans a Síria. Posteriorment hi va haver algunes altres causes de conflicte.
Berke reclamava Arran i l'Azerbaidjan com a part del seu ulus, ja que l'exèrcit de Jotxi a vegades passava l'hivern al sud de Derbent i Genguis Kan li havia llegat a Jotxi aquestes regions; però les dues províncies havien estat assignades a Hülegü pel gran kan Mongke. La tensió era alta i els contingents que participaven en la campanya a Síria van veure que era millor abandonar la tasca. Una part va arribar a Derbent i va entrar al territori de Berke; una altra part, sota els generals Nigudar i Ongujia, va anar cap al Khurasan perseguit per forces d'Hülegü ocupant pel camí Gazni i la rodalia; un tercer cos de només 200 soldats, es va refugiar a Síria amb el sultà Baibars I d'Egipte i foren molt ben tractats (es van convertir a l'islam i es van integrar a l'exèrcit mameluc).
Berke residia a Vella Sarai o a Bolghar (només en aquesta consta encunyació de moneda) i obeïa fidelment al gran kan Möngke Temur (Mangu Timur). El gran kan va morir a la primera de 1259. El seu hereu era el seu germà Khublai Khan que al morir el khakan es trobava en expedició a la Xina. Khublai era de la família de Tului el fill petit de Genguis Kan. Es va convocar el corresponen kuriltay per elegir al nou gran kan (khakan), fent els preparatius Arig Boke (Arik Bugha o Arigh Boke), el germà de Khublai; però aquest desconfiava i amb l'excusa que els prínceps de les cases de Jotxi i Txagatai Khan estaven massa lluny, va convocar un kuriltay especial a Kai Ping Fu a la Xina, on amb el suport del seu germà Muka, de Kadan, fill d'Ogotai (Ogodei) i de Togachar, fill d'Utsuken Noyan (germà de Genguis Kan)), fou elegit khakan el 4 de juny de 1260. L'elecció era evidentment il·legal i Arig Boke, que era el governador de Karakorum, la capital de l'imperi, no la va acceptar i amb el suport de Kotoktai, la principal vídua de Mongke, dels tres fills d'aquest. Ustai, Yurultash i Siregi (Shireki), d'Alghu (Alku) i altres nets de Txagatai, i per Arkadai Oghul fill de Kulkan, es va proclamar gran kan. Un dels seus suports, Dureji, dominava a Cambaluc així que Arig Boke tenia el control de les dues capitals imperials. Arig Boke fou elegit gran kan i va nomenar al seu cosi Alghu com a kan de Txagatai i al mateix temps Khublai nomenava pel mateix kanat a Apisga, fill de Buri. Hülegü de Pèrsia va donar suport al seu germà Khublai i en canvi Berke va donar suport a Arig Boke.
Börke, el germà de Batu Kan, un musulmà convers i net de Genguis Kan, havia promès la seva ràbia després del saqueig de Bagdad per Hülegü i es va aliar amb els mamelucs després de la seva victòria en la batalla d'Ayn Jalut. Amb l'esclat de la guerra entre Börke i Hülegü en 1261, Nogai Noyan, cosí de l'executat Kutar, fou nomenat per dirigir l'exèrcit de l'Horda d'Or format per 30.000 homes en 1262. Nogai va passar l'hivern al Derbent i va acampar a Xirvan. Les forces de Hülegü van marxar des d'Alatagh (Ala Dagh), la residència d'estiu; l'avantguarda persa manada per Shiramun, fill de Chormagun, fou derrotada, però un segon contingent sota Abatai i Basmahgai, va vèncer a Shabran i Nogai es va haver de retirar; Hülegü va ocupar Shamakhi i va avançar cap a Derbent, que fou capturada al cap de tres dies i 8 dies després Nogai era altre cop derrotat (16 de desembre de 1262. Hülegü va enviar el seu fill Abaka que va perseguir a l'enemic assistit per diversos caps (Shiramun, Abatai, Turan Behadir, Batu, Saldjidai, Chaghan, Belarghu, Kodos i Ilkai); van avançar cap al Terek arribant al campament de Nogai que van trobar abandonat; els perses van començar a recollir el botí, però mentre Berke havia arribat amb un exèrcit de reforç i els dos bàndols es van trobar i van lliurar batalla el 13 de gener de 1263. Al final del dia Berke i Nogai van sortir vencedors i Hülegü es va retirar a l'Azerbaidjan perdent part del seu exèrcit en la retirada quan el glaç del riu Terek es va trencar en passar els cavalls.  Abaka fou perseguit per Berke i Nogai fins a Derbent, però el kan de l'Horda d'Or no va passar d'aquí. Hülegü en revenja per la derrota va fer matar tots els comerciants quiptxaqs que hi havia als seus dominis.
El 1262 va arribar als dominis de Berke una delegació d'Egipte que fou ben rebuda com a musulmans (va tornar a Egipte el 1263). Es van fer alguns plans contra Hülegü de Pèrsia, que no era musulmà. Uns enviats d'Egipte a Berke foren retinguts uns mesos a Constantinoble, i Berke quan ho va saber va fer un atac a l'Imperi però Miquel VIII Paleòleg ja havia alliberat als retinguts i li va enviar un ambaixador sol·licitant la seva amistat i portant un petit tribut, i Berke es va retirar. Posteriorment Berke va enviar 1.300 guerrers mongols al Caire. Un fill de Berke, Husam al-Din, que havia anat al Caire, hi va morir el novembre i el 10 de novembre de 1262, l'endemà del funeral, van arribar més guerrers mongols manats per Keremun, Amtaghiah Nokiah, Jerek, Kaian, Nasaghiah, Taishur, Bentu, Sobhi, Jaujelan, Aj-Karka, Adkerek, Kerai, Salaghiah, Motakaddem, i Daragan; encara més tard en va arribar un tercer contingent (1263).

### Disputes internes a l'Imperi Mongol
En els primers anys va exercir alguns drets sobirans a Transoxiana i va visitar Bukharà, ordenant castigar els cristians de Samarcanda i destruir les seves esglésies, pels atacs que els cristians feien als musulmans. Coneguda la mort de Mongke (1259) llavors la khutba es va fer en nom de Berke a Transoxiana i fins i tot al Khurasan i durant els quatre anys que van seguir (1260-1264) els dos germans del gran kan difunt, Kubilay Khan i Arigh Boke va disputar la successió. Berke va reconèixer Arigh Boke. Fou en aquests anys que el príncep Alghu, net de Txagatai, es va presentar a l'Àsia central com a representant d'Arigh Boke, contra el que no obstant ràpidament es va revoltar; va aconseguir dominar tot el kanat de Txagatai i Coràsmia que sempre havia format part de l'ulus de Berke i els seus antecessors, d'eon els funcionaris nomenats per Berke o lleials a aquest foren expulsats. Alghu i Berke van lluitar a Transoxiana (on sembla que el primer va obtenir una victòria a Bukharà el 1263 quan les forces del Quiptxaq que estaven a Bukharà foren massacrades i expulsades (es diu que uns cinc mil soldats); les dones i criatures foren esclavitzats i els béns confiscats per orde de Hulagu; després Alghu va ocupar i destruir Otrar) fins que va morir quan ja dominava Transoxiana i Coràsmia. Alguns mercaders tàtars foren morts pels russos en diversos llocs de Rússia i per calmar al kan, Alexandre Nevski va retornar a la cort tàrtara a Vella Sarai. Alexandre va morir al seu retorn a casa el 14 de novembre de 1263.
Els bisbes polonesos van predicar una nova croada contra els tàtars a la tardor del 1263, i els cavallers teutònics, tot i que estaven ben ocupats contra lituans i prussians, van rebre orde d'assitir-hi. Els tàtars feien les campanyes a l'hivern quan les collites estaven recollides, i els rius i maresmes gelats. L'hivern del 1263 al 1264 aliats a russos i lituans, van fer una nova expedició a Polònia, i el 1264 van envair Polònia; en aquesta campanya va participar Swarno, fill de Romà i net de Daniel; Romà havia mort el 1258 en la batalla de Zavikhost i Daniel va morir el 1264 i havia deixat la Galítzia occidental a Lev o Lleó I (1264-1300) i la Galítzia Oriental a Swarno (Shvarno 1264-1269 o 1270). Els tàtars i els seus aliats foren derrotats en la batalla de Puta Statt pel voivoda Pere de Cracòvia.
Berke no va renunciar als seus drets sobre la part oriental (Coràsmia, Transoxiana i Khurasan) però després de la mort d'Arigh Boke el 1264 de fet va abandonar la zona. La lluita fou encarregada a Kaidu Khan, net d'Ogodei, que havia combatut contra Arigh Boke i ara ho feia contra Alghu, amb el suport de Berke. Kublai Khan va reforçar Hulagu amb 30.000 joves mongols per tal d'estabilitzar les crisis polítiques als khanats occidentals. El 1264 van circular rumors que un exèrcit quiptxaq planejava atacar el territori d'Hulagu, i aquest va enviar al xeic Sharif Tabrizi al Lesguistan a investigar; però fou capturat pels homes de Nogai Noyan. Aquest fou informat de la victorià de Khublai en la lluita civil, i que havia nomenat a Hulagu com Il-kan i li havia enviat 30.000 mongols. Nogai el va alliberar per portar al seu senyor la notícia que no li calia témer un atac. El 8 de febrer de 1264 va morir Hulagu i el va succeir el seu fill Abaqa. Al cap de pocs mesos d'aquestes morts, també va morir Alghu Khan del Khanat Chagatai, i aquest sobtat buit de poder va afeblir el control de Kublai sobre els khanats occidentals.

### Imperi Romà i Pèrsia
Vers el 1264 o 1265 hi va haver un conflicte amb l'Imperi Romà d'Orient: Izz al-Din Kaykaus II fou derrotat pel seu germà Rukn al-Din Kilidj Arslan IV el 1261, i va haver de fugir a Constantinoble que el juliol havia caigut en mans del seu amic Miquel VIII Paleòleg. Però pel mateix temps Miquel volia assegurar el seu poder contra els llatins i contra els mongols de l'Horda d'Or i li calia la neutralitat dels Il-kans que des del 1261 estaven en guerra contra l'Horda d'Or, i estava negociant un enllaç amb la filla del Il-kan. Kaykaus fou confinat al nord dels territoris romans d'Orient, i se li va cedir la Dobrudja, on unes 12.000 famílies dels seus partidaris es van establir vers 1263 i van originar el modern poble dels gagausos ("gagauz" derivat de Kaykaus). Izz al-Din va entrar en una conspiració contra l'emperador, que se'n va assabentar, i el va empresonar al castell d'Enos (Ainos) a la costa de la mar Egea a la costa sud de Rumèlia a la mar Egea, a uns 80 km de Constantinoble; el seu antic rival Kilidj Arslan IV va demanar llavors a Berke Khan d'envair l'imperi i alliberar Izz al-Din; aquest també va poder enviar una carta a Berke i va conspirar amb Constantí Asen I de Bulgària, protegit de Berke, i aquest que encara tenia un compte pendent amb els romans d'Orient, va enviar una expedició a l'Imperi dirigida per Nogai Noyan que va travessar el Danubi gelat i va avançar cap a l'Hemos i va assetjar Enos; els búlgars van participar en el setge i van negociar un arranjament amb els defensors pel qual el sultà era alliberat però el castell no es rendia. L'agost de 1265 Berke va rebre al camarlenc (hadjib) de Baibars, Shuja al-Din ibn Dayah, que li va demanar aturar les incursions a territori imperial  Izz al-Din, que havia estat alliberat, es va establir a Crimea, on va administrar en feu Soljak i Sudak (i on va morir sense haver pogut intentar recuperar el tron, el 1279).
La guerra amb Pèrsia va continuar el 1265 entre Berke i Abaqa (successor del seu pare Hulagu) i Nogai Noyan va dirigir l'exèrcit que va envair Pèrsia. Va passar per Derbent i llavors Yashmut, germà d'Abaqa, comandant de la frontera de Derbent a Alatagh, va travessar el Kur i es va dirigir contra els invasors als que va enfrontar al riu Buh Meridional (no molt lluny de Tblisi); durant la lluita Nogai fou ferit a l'ull per una fletxa, i es va haver de retirar al Shirvan sent perseguit més enllà del Kur per Abaqa que no obstant es va aturar quan va saber que s'acostava Berke amb reforços molt importants. Yashmut va acampar al sud del riu i va trencar els ponts. Berke va morir quan els dos exèrcits estaven un front a l'altra i el seu cos fou portat a Vella Sarai i l'exèrcit es va retirar (1266). Nogai va marxar a la seva yurta al sud de Rússia, aparentment al riu Buh Meridional. En general es considera que Berke actuava contra el seu cosí com a defensor de l'islam, però és possible que en realitat Berke se sentís amenaçat per la formació del kanat d'Hulagu, on es van incorporar territoris que com l'Arran i l'Azerbaidjan, havien de ser part del feu de Jotxi, ja que els mongols ja els havien conquerit anys abans durant el regnat de Genguis Kan i aquest els havia llegat a Jotxi. Khurasan havia fet també per un temps la khutba en nom de Berke.
No va encunyar moneda al seu nom però de fet fou el sobirà d'un estat independent i el primer que va establir l'islam en un domini mongol. Fou el fundador de Nova Sarai al costat de la vella Saray fundada per Batu, a uns 50 km a l'est de la moderna Volgograd. Va deixar dos fills, Husam al-Din (mort a Egipte el 1262) que al seu torn fou el pare de quatre fills, i un altre (Salah al-Din) pare d'un fill, però cap fill o net el va succeir, sent el nou kan Mongke Temur, net de Batu.